# Quatre dies de Dunkerque 2023
Els Quatre dies de Dunkerque 2023 fou la 67a edició dels Quatre dies de Dunkerque. La cursa es disputà en sis etapes, entre el 16 i el 21 de maig de 2023, amb inici i final a Dunkerque. La cursa formava part de l'UCI ProSeries amb una categoria 2.Pro.
El vencedor final fou el francès Romain Grégoire (Groupama-FDJ). L'acompanyaren al podi Kasper Asgreen (Soudal Quick-Step) i Olav Kooij (Team Jumbo-Visma).

## Equips
Vint equips van prendre part en aquesta edició dels Quatre dies de Dunkerque: vuit WorldTeams, vuit UCI ProTeams i quatre equips continentals.
| WorldTeams (8)- AG2R Citroën Team - Astana Qazaqstan Team - Cofidis - Groupama-FDJ - Intermarché-Circus-Wanty - Jumbo-Visma - Soudal Quick-Step - Arkéa-Samsic ProTeams (8)- Bingoal WB - Bolton Equities Black Spoke Pro Cycling - Equipo Kern Pharma - Human Powered Health - Lotto Dstny - Team Flanders-Baloise - TotalEnergies - Uno-X Pro Cycling Team Equips continentals (4)- CIC U Nantes Atlantique - Van Rysel-Roubaix Lille Métropole - Nice Métropole Côte d'Azur - Saint Michel-Mavic-Auber 93 |
| |

## Etapes
| Etapa    | Data       | Ciutats d'etapa               | type                      | Distància (km) | Vencedor de l'etapa | Líder de la general |
| -------- | ---------- | ----------------------------- | ------------------------- | -------------- | ------------------- | ------------------- |
| 1a etapa | 16 de maig | Dunkerque – Abbeville         | etapa plana               | 196,6          | Olav Kooij          | Olav Kooij          |
| 2a etapa | 17 de maig | Compiègne – Laon              | etapa plana               | 169,9          | Romain Grégoire     | Samuel Leroux       |
| 3a etapa | 18 de maig | Saint-Quentin – Saint-Quentin | contrarellotge individual | 15,9           | Benjamin Thomas     | Benjamin Thomas     |
| 4a etapa | 19 de maig | Maubeuge – Achicourt          | etapa plana               | 173,8          | Olav Kooij          | Kasper Asgreen      |
| 5a etapa | 20 de maig | Roubaix – Cassel              | etapa plana               | 187,7          | Per Strand Hagenes  | Romain Grégoire     |
| 6a etapa | 21 de maig | Avion – Dunkerque             | etapa plana               | 182,6          | Tim Merlier         | Romain Grégoire     |

### Etapa 1
| \| Classificació de l'etapa \| Classificació de l'etapa \| Classificació de l'etapa \| Classificació de l'etapa \| Classificació de l'etapa \| \| Corredor \| Corredor \| Equip \| Temps \| \| \| ------------------------ \| ------------------------ \| ------------------------ \| ------------------------ \| ------------------------ \| \| 1r \| Olav Kooij \| Jumbo-Visma \| 4h 31' 18" \| \| \| 2n \| Max Walscheid \| Cofidis \| + 0" \| \| \| 3r \| Paul Penhoët \| Groupama-FDJ \| + 0" \| \| \| 4t \| Tim Merlier \| Soudal Quick-Step \| + 0" \| \| \| 5è \| Daniel McLay \| Arkéa-Samsic \| + 0" \| \| \| 6è \| Matteo Malucelli \| Bingoal WB \| + 0" \| \| \| 7è \| Gerben Thijssen \| Intermarché-Circus-Wanty \| + 0" \| \| \| 8è \| Erlend Blikra \| Uno-X Pro Cycling Team \| + 0" \| \| \| 9è \| Stanisław Aniołkowski \| Human Powered Health \| + 0" \| \| \| 10è \| Peter Sagan \| TotalEnergies \| + 0" \| \| |                       |                          |            |
| |                       |                          |            |
| Font: ProCyclingStats |                       |                          |            |
| Classificació de l'etapa |                       |                          |            |
| Corredor | Corredor              | Equip                    | Temps      |
| 1r | Olav Kooij            | Jumbo-Visma              | 4h 31' 18" |
| 2n | Max Walscheid         | Cofidis                  | + 0"       |
| 3r | Paul Penhoët          | Groupama-FDJ             | + 0"       |
| 4t | Tim Merlier           | Soudal Quick-Step        | + 0"       |
| 5è | Daniel McLay          | Arkéa-Samsic             | + 0"       |
| 6è | Matteo Malucelli      | Bingoal WB               | + 0"       |
| 7è | Gerben Thijssen       | Intermarché-Circus-Wanty | + 0"       |
| 8è | Erlend Blikra         | Uno-X Pro Cycling Team   | + 0"       |
| 9è | Stanisław Aniołkowski | Human Powered Health     | + 0"       |
| 10è | Peter Sagan           | TotalEnergies            | + 0"       |

| \| Classificació general \| Classificació general \| Classificació general \| Classificació general \| Classificació general \| \| Corredor \| Corredor \| Equip \| Temps \| \| \| --------------------- \| --------------------- \| --------------------------------------- \| --------------------- \| --------------------- \| \| 1r \| Olav Kooij \| Jumbo-Visma \| 4h 31' 08" \| \| \| 2n \| Max Walscheid \| Cofidis \| + 4" \| \| \| 3r \| Paul Penhoët \| Groupama-FDJ \| + 6" \| \| \| 4t \| Alex Colman \| Team Flanders-Baloise \| + 7" \| \| \| 5è \| Samuel Leroux \| Van Rysel-Roubaix Lille Métropole \| + 7" \| \| \| 6è \| Mathis Le Berre \| Arkéa-Samsic \| + 7" \| \| \| 7è \| Anthony Turgis \| TotalEnergies \| + 7" \| \| \| 8è \| Peter Sagan \| TotalEnergies \| + 8" \| \| \| 9è \| Mark Stewart \| Bolton Equities Black Spoke Pro Cycling \| + 8" \| \| \| 10è \| Jannik Steimle \| Soudal Quick-Step \| + 9" \| \| |                 |                                         |            |
| |                 |                                         |            |
| Font: ProCyclingStats |                 |                                         |            |
| Classificació general |                 |                                         |            |
| Corredor | Corredor        | Equip                                   | Temps      |
| 1r | Olav Kooij      | Jumbo-Visma                             | 4h 31' 08" |
| 2n | Max Walscheid   | Cofidis                                 | + 4"       |
| 3r | Paul Penhoët    | Groupama-FDJ                            | + 6"       |
| 4t | Alex Colman     | Team Flanders-Baloise                   | + 7"       |
| 5è | Samuel Leroux   | Van Rysel-Roubaix Lille Métropole       | + 7"       |
| 6è | Mathis Le Berre | Arkéa-Samsic                            | + 7"       |
| 7è | Anthony Turgis  | TotalEnergies                           | + 7"       |
| 8è | Peter Sagan     | TotalEnergies                           | + 8"       |
| 9è | Mark Stewart    | Bolton Equities Black Spoke Pro Cycling | + 8"       |
| 10è | Jannik Steimle  | Soudal Quick-Step                       | + 9"       |

### Etapa 2
| \| Classificació de l'etapa \| Classificació de l'etapa \| Classificació de l'etapa \| Classificació de l'etapa \| Classificació de l'etapa \| \| Corredor \| Corredor \| Equip \| Temps \| \| \| ------------------------ \| ------------------------ \| ------------------------ \| ------------------------ \| ------------------------ \| \| 1r \| Romain Grégoire \| Groupama-FDJ \| 3h 59' 05" \| \| \| 2n \| Ethan Vernon \| Soudal Quick-Step \| + 0" \| \| \| 3r \| Benoît Cosnefroy \| AG2R Citroën Team \| + 0" \| \| \| 4t \| Peter Sagan \| TotalEnergies \| + 0" \| \| \| 5è \| Victor Lafay \| Cofidis \| + 0" \| \| \| 6è \| Benjamin Thomas \| Cofidis \| + 0" \| \| \| 7è \| Anthon Charmig \| Uno-X Pro Cycling Team \| + 0" \| \| \| 8è \| Paul Penhoët \| Groupama-FDJ \| + 0" \| \| \| 9è \| Greg Van Avermaet \| AG2R Citroën Team \| + 0" \| \| \| 10è \| Olav Kooij \| Jumbo-Visma \| + 0" \| \| |                   |                        |            |
| |                   |                        |            |
| Font: ProCyclingStats |                   |                        |            |
| Classificació de l'etapa |                   |                        |            |
| Corredor | Corredor          | Equip                  | Temps      |
| 1r | Romain Grégoire   | Groupama-FDJ           | 3h 59' 05" |
| 2n | Ethan Vernon      | Soudal Quick-Step      | + 0"       |
| 3r | Benoît Cosnefroy  | AG2R Citroën Team      | + 0"       |
| 4t | Peter Sagan       | TotalEnergies          | + 0"       |
| 5è | Victor Lafay      | Cofidis                | + 0"       |
| 6è | Benjamin Thomas   | Cofidis                | + 0"       |
| 7è | Anthon Charmig    | Uno-X Pro Cycling Team | + 0"       |
| 8è | Paul Penhoët      | Groupama-FDJ           | + 0"       |
| 9è | Greg Van Avermaet | AG2R Citroën Team      | + 0"       |
| 10è | Olav Kooij        | Jumbo-Visma            | + 0"       |

| \| Classificació general \| Classificació general \| Classificació general \| Classificació general \| Classificació general \| \| Corredor \| Corredor \| Equip \| Temps \| \| \| --------------------- \| --------------------- \| --------------------------------------- \| --------------------- \| --------------------- \| \| 1r \| Samuel Leroux \| Van Rysel-Roubaix Lille Métropole \| 8h 30' 32" \| \| \| 2n \| Olav Kooij \| Jumbo-Visma \| + 1" \| \| \| 3r \| Romain Grégoire \| Groupama-FDJ \| + 1" \| \| \| 4t \| Ethan Vernon \| Soudal Quick-Step \| + 5" \| \| \| 5è \| Pier-André Côté \| Human Powered Health \| + 5" \| \| \| 6è \| Paul Penhoët \| Groupama-FDJ \| + 7" \| \| \| 7è \| Benoît Cosnefroy \| AG2R Citroën Team \| + 7" \| \| \| 8è \| Logan Currie \| Bolton Equities Black Spoke Pro Cycling \| + 7" \| \| \| 9è \| Mathis Le Berre \| Arkéa-Samsic \| + 8" \| \| \| 10è \| Peter Sagan \| TotalEnergies \| + 9" \| \| |                  |                                         |            |
| |                  |                                         |            |
| Font: ProCyclingStats |                  |                                         |            |
| Classificació general |                  |                                         |            |
| Corredor | Corredor         | Equip                                   | Temps      |
| 1r | Samuel Leroux    | Van Rysel-Roubaix Lille Métropole       | 8h 30' 32" |
| 2n | Olav Kooij       | Jumbo-Visma                             | + 1"       |
| 3r | Romain Grégoire  | Groupama-FDJ                            | + 1"       |
| 4t | Ethan Vernon     | Soudal Quick-Step                       | + 5"       |
| 5è | Pier-André Côté  | Human Powered Health                    | + 5"       |
| 6è | Paul Penhoët     | Groupama-FDJ                            | + 7"       |
| 7è | Benoît Cosnefroy | AG2R Citroën Team                       | + 7"       |
| 8è | Logan Currie     | Bolton Equities Black Spoke Pro Cycling | + 7"       |
| 9è | Mathis Le Berre  | Arkéa-Samsic                            | + 8"       |
| 10è | Peter Sagan      | TotalEnergies                           | + 9"       |

### Etapa 3
| \| Classificació de l'etapa \| Classificació de l'etapa \| Classificació de l'etapa \| Classificació de l'etapa \| Classificació de l'etapa \| \| Corredor \| Corredor \| Equip \| Temps \| \| \| ------------------------ \| ------------------------ \| ------------------------ \| ------------------------ \| ------------------------ \| \| 1r \| Benjamin Thomas \| Cofidis \| 19' 21" \| \| \| 2n \| Niklas Larsen \| Uno-X Pro Cycling Team \| + 9" \| \| \| 3r \| Kasper Asgreen \| Soudal Quick-Step \| + 14" \| \| \| 4t \| Ethan Vernon \| Soudal Quick-Step \| + 26" \| \| \| 5è \| Cees Bol \| Astana Qazaqstan Team \| + 26" \| \| \| 6è \| Lasse Norman Hansen \| Uno-X Pro Cycling Team \| + 26" \| \| \| 7è \| Samuel Watson \| Groupama-FDJ \| + 29" \| \| \| 8è \| Mick van Dijke \| Jumbo-Visma \| + 30" \| \| \| 9è \| Brent Van Moer \| Lotto Dstny \| + 30" \| \| \| 10è \| Romain Grégoire \| Groupama-FDJ \| + 31" \| \| |                     |                        |         |
| |                     |                        |         |
| Font: ProCyclingStats |                     |                        |         |
| Classificació de l'etapa |                     |                        |         |
| Corredor | Corredor            | Equip                  | Temps   |
| 1r | Benjamin Thomas     | Cofidis                | 19' 21" |
| 2n | Niklas Larsen       | Uno-X Pro Cycling Team | + 9"    |
| 3r | Kasper Asgreen      | Soudal Quick-Step      | + 14"   |
| 4t | Ethan Vernon        | Soudal Quick-Step      | + 26"   |
| 5è | Cees Bol            | Astana Qazaqstan Team  | + 26"   |
| 6è | Lasse Norman Hansen | Uno-X Pro Cycling Team | + 26"   |
| 7è | Samuel Watson       | Groupama-FDJ           | + 29"   |
| 8è | Mick van Dijke      | Jumbo-Visma            | + 30"   |
| 9è | Brent Van Moer      | Lotto Dstny            | + 30"   |
| 10è | Romain Grégoire     | Groupama-FDJ           | + 31"   |

| \| Classificació general \| Classificació general \| Classificació general \| Classificació general \| Classificació general \| \| Corredor \| Corredor \| Equip \| Temps \| \| \| --------------------- \| --------------------- \| ---------------------- \| --------------------- \| --------------------- \| \| 1r \| Benjamin Thomas \| Cofidis \| 8h 50' 04" \| \| \| 2n \| Kasper Asgreen \| Soudal Quick-Step \| + 14" \| \| \| 3r \| Ethan Vernon \| Soudal Quick-Step \| + 20" \| \| \| 4t \| Romain Grégoire \| Groupama-FDJ \| + 21" \| \| \| 5è \| Cees Bol \| Astana Qazaqstan Team \| + 26" \| \| \| 6è \| Lasse Norman Hansen \| Uno-X Pro Cycling Team \| + 26" \| \| \| 7è \| Samuel Watson \| Groupama-FDJ \| + 29" \| \| \| 8è \| Brent Van Moer \| Lotto Dstny \| + 30" \| \| \| 9è \| Olav Kooij \| Jumbo-Visma \| + 31" \| \| \| 10è \| Peter Sagan \| TotalEnergies \| + 32" \| \| |                     |                        |            |
| |                     |                        |            |
| Font: ProCyclingStats |                     |                        |            |
| Classificació general |                     |                        |            |
| Corredor | Corredor            | Equip                  | Temps      |
| 1r | Benjamin Thomas     | Cofidis                | 8h 50' 04" |
| 2n | Kasper Asgreen      | Soudal Quick-Step      | + 14"      |
| 3r | Ethan Vernon        | Soudal Quick-Step      | + 20"      |
| 4t | Romain Grégoire     | Groupama-FDJ           | + 21"      |
| 5è | Cees Bol            | Astana Qazaqstan Team  | + 26"      |
| 6è | Lasse Norman Hansen | Uno-X Pro Cycling Team | + 26"      |
| 7è | Samuel Watson       | Groupama-FDJ           | + 29"      |
| 8è | Brent Van Moer      | Lotto Dstny            | + 30"      |
| 9è | Olav Kooij          | Jumbo-Visma            | + 31"      |
| 10è | Peter Sagan         | TotalEnergies          | + 32"      |

### Etapa 4
| \| Classificació de l'etapa \| Classificació de l'etapa \| Classificació de l'etapa \| Classificació de l'etapa \| Classificació de l'etapa \| \| Corredor \| Corredor \| Equip \| Temps \| \| \| ------------------------ \| ------------------------ \| ------------------------ \| ------------------------ \| ------------------------ \| \| 1r \| Olav Kooij \| Jumbo-Visma \| 3h 44' 42" \| \| \| 2n \| Gerben Thijssen \| Intermarché-Circus-Wanty \| + 0" \| \| \| 3r \| Milan Fretin \| Team Flanders-Baloise \| + 0" \| \| \| 4t \| Erlend Blikra \| Uno-X Pro Cycling Team \| + 0" \| \| \| 5è \| Paul Penhoët \| Groupama-FDJ \| + 0" \| \| \| 6è \| Peter Sagan \| TotalEnergies \| + 0" \| \| \| 7è \| Lorrenzo Manzin \| TotalEnergies \| + 0" \| \| \| 8è \| Tim Merlier \| Soudal Quick-Step \| + 0" \| \| \| 9è \| Rüdiger Selig \| Lotto Dstny \| + 0" \| \| \| 10è \| Alexis Renard \| Cofidis \| + 0" \| \| |                 |                          |            |
| |                 |                          |            |
| Font: ProCyclingStats |                 |                          |            |
| Classificació de l'etapa |                 |                          |            |
| Corredor | Corredor        | Equip                    | Temps      |
| 1r | Olav Kooij      | Jumbo-Visma              | 3h 44' 42" |
| 2n | Gerben Thijssen | Intermarché-Circus-Wanty | + 0"       |
| 3r | Milan Fretin    | Team Flanders-Baloise    | + 0"       |
| 4t | Erlend Blikra   | Uno-X Pro Cycling Team   | + 0"       |
| 5è | Paul Penhoët    | Groupama-FDJ             | + 0"       |
| 6è | Peter Sagan     | TotalEnergies            | + 0"       |
| 7è | Lorrenzo Manzin | TotalEnergies            | + 0"       |
| 8è | Tim Merlier     | Soudal Quick-Step        | + 0"       |
| 9è | Rüdiger Selig   | Lotto Dstny              | + 0"       |
| 10è | Alexis Renard   | Cofidis                  | + 0"       |

| \| Classificació general \| Classificació general \| Classificació general \| Classificació general \| Classificació general \| \| Corredor \| Corredor \| Equip \| Temps \| \| \| --------------------- \| --------------------- \| --------------------------------------- \| --------------------- \| --------------------- \| \| 1r \| Kasper Asgreen \| Soudal Quick-Step \| 12h 35' 00" \| \| \| 2n \| Ethan Vernon \| Soudal Quick-Step \| + 6" \| \| \| 3r \| Olav Kooij \| Jumbo-Visma \| + 7" \| \| \| 4t \| Romain Grégoire \| Groupama-FDJ \| + 7" \| \| \| 5è \| Cees Bol \| Astana Qazaqstan Team \| + 12" \| \| \| 6è \| Samuel Watson \| Groupama-FDJ \| + 15" \| \| \| 7è \| Brent Van Moer \| Lotto Dstny \| + 16" \| \| \| 8è \| Peter Sagan \| TotalEnergies \| + 18" \| \| \| 9è \| Logan Currie \| Bolton Equities Black Spoke Pro Cycling \| + 19" \| \| \| 10è \| Cedric Beullens \| Lotto Dstny \| + 26" \| \| |                 |                                         |             |
| |                 |                                         |             |
| Font: ProCyclingStats |                 |                                         |             |
| Classificació general |                 |                                         |             |
| Corredor | Corredor        | Equip                                   | Temps       |
| 1r | Kasper Asgreen  | Soudal Quick-Step                       | 12h 35' 00" |
| 2n | Ethan Vernon    | Soudal Quick-Step                       | + 6"        |
| 3r | Olav Kooij      | Jumbo-Visma                             | + 7"        |
| 4t | Romain Grégoire | Groupama-FDJ                            | + 7"        |
| 5è | Cees Bol        | Astana Qazaqstan Team                   | + 12"       |
| 6è | Samuel Watson   | Groupama-FDJ                            | + 15"       |
| 7è | Brent Van Moer  | Lotto Dstny                             | + 16"       |
| 8è | Peter Sagan     | TotalEnergies                           | + 18"       |
| 9è | Logan Currie    | Bolton Equities Black Spoke Pro Cycling | + 19"       |
| 10è | Cedric Beullens | Lotto Dstny                             | + 26"       |

### Etapa 5
| \| Classificació de l'etapa \| Classificació de l'etapa \| Classificació de l'etapa \| Classificació de l'etapa \| Classificació de l'etapa \| \| Corredor \| Corredor \| Equip \| Temps \| \| \| ------------------------ \| ------------------------ \| ------------------------ \| ------------------------ \| ------------------------ \| \| 1r \| Per Strand Hagenes \| Jumbo-Visma \| 4h 42' 29" \| \| \| 2n \| Romain Grégoire \| Groupama-FDJ \| + 0" \| \| \| 3r \| Alexis Renard \| Cofidis \| + 5" \| \| \| 4t \| Brent Van Moer \| Lotto Dstny \| + 5" \| \| \| 5è \| Greg Van Avermaet \| AG2R Citroën Team \| + 5" \| \| \| 6è \| Benjamin Thomas \| Cofidis \| + 8" \| \| \| 7è \| Cees Bol \| Astana Qazaqstan Team \| + 8" \| \| \| 8è \| Olav Kooij \| Jumbo-Visma \| + 11" \| \| \| 9è \| Cedric Beullens \| Lotto Dstny \| + 14" \| \| \| 10è \| Laurent Pichon \| Arkéa-Samsic \| + 14" \| \| |                    |                       |            |
| |                    |                       |            |
| Font: ProCyclingStats |                    |                       |            |
| Classificació de l'etapa |                    |                       |            |
| Corredor | Corredor           | Equip                 | Temps      |
| 1r | Per Strand Hagenes | Jumbo-Visma           | 4h 42' 29" |
| 2n | Romain Grégoire    | Groupama-FDJ          | + 0"       |
| 3r | Alexis Renard      | Cofidis               | + 5"       |
| 4t | Brent Van Moer     | Lotto Dstny           | + 5"       |
| 5è | Greg Van Avermaet  | AG2R Citroën Team     | + 5"       |
| 6è | Benjamin Thomas    | Cofidis               | + 8"       |
| 7è | Cees Bol           | Astana Qazaqstan Team | + 8"       |
| 8è | Olav Kooij         | Jumbo-Visma           | + 11"      |
| 9è | Cedric Beullens    | Lotto Dstny           | + 14"      |
| 10è | Laurent Pichon     | Arkéa-Samsic          | + 14"      |

| \| Classificació general \| Classificació general \| Classificació general \| Classificació general \| Classificació general \| \| Corredor \| Corredor \| Equip \| Temps \| \| \| --------------------- \| --------------------- \| --------------------- \| --------------------- \| --------------------- \| \| 1r \| Romain Grégoire \| Groupama-FDJ \| 17h 17' 30" \| \| \| 2n \| Kasper Asgreen \| Soudal Quick-Step \| + 13" \| \| \| 3r \| Olav Kooij \| Jumbo-Visma \| + 17" \| \| \| 4t \| Cees Bol \| Astana Qazaqstan Team \| + 19" \| \| \| 5è \| Brent Van Moer \| Lotto Dstny \| + 20" \| \| \| 6è \| Ethan Vernon \| Soudal Quick-Step \| + 24" \| \| \| 7è \| Alexis Renard \| Cofidis \| + 27" \| \| \| 8è \| Per Strand Hagenes \| Jumbo-Visma \| + 28" \| \| \| 9è \| Peter Sagan \| TotalEnergies \| + 36" \| \| \| 10è \| Samuel Watson \| Groupama-FDJ \| + 39" \| \| |                    |                       |             |
| |                    |                       |             |
| Font: ProCyclingStats |                    |                       |             |
| Classificació general |                    |                       |             |
| Corredor | Corredor           | Equip                 | Temps       |
| 1r | Romain Grégoire    | Groupama-FDJ          | 17h 17' 30" |
| 2n | Kasper Asgreen     | Soudal Quick-Step     | + 13"       |
| 3r | Olav Kooij         | Jumbo-Visma           | + 17"       |
| 4t | Cees Bol           | Astana Qazaqstan Team | + 19"       |
| 5è | Brent Van Moer     | Lotto Dstny           | + 20"       |
| 6è | Ethan Vernon       | Soudal Quick-Step     | + 24"       |
| 7è | Alexis Renard      | Cofidis               | + 27"       |
| 8è | Per Strand Hagenes | Jumbo-Visma           | + 28"       |
| 9è | Peter Sagan        | TotalEnergies         | + 36"       |
| 10è | Samuel Watson      | Groupama-FDJ          | + 39"       |

### Etapa 6
| \| Classificació de l'etapa \| Classificació de l'etapa \| Classificació de l'etapa \| Classificació de l'etapa \| Classificació de l'etapa \| \| Corredor \| Corredor \| Equip \| Temps \| \| \| ------------------------ \| ------------------------ \| ------------------------ \| ------------------------ \| ------------------------ \| \| 1r \| Tim Merlier \| Soudal Quick-Step \| 3h 56' 38" \| \| \| 2n \| Erlend Blikra \| Uno-X Pro Cycling Team \| + 0" \| \| \| 3r \| Cees Bol \| Astana Qazaqstan Team \| + 0" \| \| \| 4t \| Olav Kooij \| Jumbo-Visma \| + 0" \| \| \| 5è \| Max Walscheid \| Cofidis \| + 0" \| \| \| 6è \| Rüdiger Selig \| Lotto Dstny \| + 0" \| \| \| 7è \| Milan Fretin \| Team Flanders-Baloise \| + 0" \| \| \| 8è \| Paul Penhoët \| Groupama-FDJ \| + 0" \| \| \| 9è \| Hugo Hofstetter \| Arkéa-Samsic \| + 0" \| \| \| 10è \| Matteo Malucelli \| Bingoal WB \| + 0" \| \| |                  |                        |            |
| |                  |                        |            |
| Font: ProCyclingStats |                  |                        |            |
| Classificació de l'etapa |                  |                        |            |
| Corredor | Corredor         | Equip                  | Temps      |
| 1r | Tim Merlier      | Soudal Quick-Step      | 3h 56' 38" |
| 2n | Erlend Blikra    | Uno-X Pro Cycling Team | + 0"       |
| 3r | Cees Bol         | Astana Qazaqstan Team  | + 0"       |
| 4t | Olav Kooij       | Jumbo-Visma            | + 0"       |
| 5è | Max Walscheid    | Cofidis                | + 0"       |
| 6è | Rüdiger Selig    | Lotto Dstny            | + 0"       |
| 7è | Milan Fretin     | Team Flanders-Baloise  | + 0"       |
| 8è | Paul Penhoët     | Groupama-FDJ           | + 0"       |
| 9è | Hugo Hofstetter  | Arkéa-Samsic           | + 0"       |
| 10è | Matteo Malucelli | Bingoal WB             | + 0"       |

## Classificació final
| \| Classificació general \| Classificació general \| Classificació general \| Classificació general \| Classificació general \| \| Corredor \| Corredor \| Equip \| Temps \| \| \| --------------------- \| --------------------- \| --------------------- \| --------------------- \| --------------------- \| \| 1r \| Romain Grégoire \| Groupama-FDJ \| 21h 14' 08" \| \| \| 2n \| Kasper Asgreen \| Soudal Quick-Step \| + 13" \| \| \| 3r \| Cees Bol \| Astana Qazaqstan Team \| + 15" \| \| \| 4t \| Olav Kooij \| Jumbo-Visma \| + 17" \| \| \| 5è \| Brent Van Moer \| Lotto Dstny \| + 20" \| \| \| 6è \| Ethan Vernon \| Soudal Quick-Step \| + 24" \| \| \| 7è \| Alexis Renard \| Cofidis \| + 27" \| \| \| 8è \| Peter Sagan \| TotalEnergies \| + 36" \| \| \| 9è \| Per Strand Hagenes \| Jumbo-Visma \| + 36" \| \| \| 10è \| Samuel Watson \| Groupama-FDJ \| + 39" \| \| |                    |                       |             |
| |                    |                       |             |
| Font: ProCyclingStats |                    |                       |             |
| Classificació general |                    |                       |             |
| Corredor | Corredor           | Equip                 | Temps       |
| 1r | Romain Grégoire    | Groupama-FDJ          | 21h 14' 08" |
| 2n | Kasper Asgreen     | Soudal Quick-Step     | + 13"       |
| 3r | Cees Bol           | Astana Qazaqstan Team | + 15"       |
| 4t | Olav Kooij         | Jumbo-Visma           | + 17"       |
| 5è | Brent Van Moer     | Lotto Dstny           | + 20"       |
| 6è | Ethan Vernon       | Soudal Quick-Step     | + 24"       |
| 7è | Alexis Renard      | Cofidis               | + 27"       |
| 8è | Peter Sagan        | TotalEnergies         | + 36"       |
| 9è | Per Strand Hagenes | Jumbo-Visma           | + 36"       |
| 10è | Samuel Watson      | Groupama-FDJ          | + 39"       |

### Classificacions secundàries
| Classificació per punts | Classificació per punts | Classificació per punts           | Classificació per punts | Classificació per punts |
| Corredor                | Corredor                | Equip                             | Punts                   |                         |
| ----------------------- | ----------------------- | --------------------------------- | ----------------------- | ----------------------- |
| 1r                      | Olav Kooij              | Jumbo-Visma                       | 41 pts                  |                         |
| 2n                      | Romain Grégoire         | Groupama-FDJ                      | 28 pts                  |                         |
| 3r                      | Benjamin Thomas         | Cofidis                           | 25 pts                  |                         |
| 4t                      | Tim Merlier             | Soudal Quick-Step                 | 25 pts                  |                         |
| 5è                      | Erlend Blikra           | Uno-X Pro Cycling Team            | 22 pts                  |                         |
| 6è                      | Paul Penhoët            | Groupama-FDJ                      | 21 pts                  |                         |
| 7è                      | Cees Bol                | Astana Qazaqstan Team             | 19 pts                  |                         |
| 8è                      | Ethan Vernon            | Soudal Quick-Step                 | 19 pts                  |                         |
| 9è                      | Max Walscheid           | Cofidis                           | 18 pts                  |                         |
| 10è                     | Samuel Leroux           | Van Rysel-Roubaix Lille Métropole | 17 pts                  |                         |

| Classificació per punts | Classificació per punts | Classificació per punts           | Classificació per punts | Classificació per punts |
| Corredor                | Corredor                | Equip                             | Punts                   |                         |
| ----------------------- | ----------------------- | --------------------------------- | ----------------------- | ----------------------- |
| 1r                      | Olav Kooij              | Jumbo-Visma                       | 41 pts                  |                         |
| 2n                      | Romain Grégoire         | Groupama-FDJ                      | 28 pts                  |                         |
| 3r                      | Benjamin Thomas         | Cofidis                           | 25 pts                  |                         |
| 4t                      | Tim Merlier             | Soudal Quick-Step                 | 25 pts                  |                         |
| 5è                      | Erlend Blikra           | Uno-X Pro Cycling Team            | 22 pts                  |                         |
| 6è                      | Paul Penhoët            | Groupama-FDJ                      | 21 pts                  |                         |
| 7è                      | Cees Bol                | Astana Qazaqstan Team             | 19 pts                  |                         |
| 8è                      | Ethan Vernon            | Soudal Quick-Step                 | 19 pts                  |                         |
| 9è                      | Max Walscheid           | Cofidis                           | 18 pts                  |                         |
| 10è                     | Samuel Leroux           | Van Rysel-Roubaix Lille Métropole | 17 pts                  |                         |

| Classificació de la muntanya | Classificació de la muntanya | Classificació de la muntanya            | Classificació de la muntanya | Classificació de la muntanya |
| Corredor                     | Corredor                     | Equip                                   | Punts                        |                              |
| ---------------------------- | ---------------------------- | --------------------------------------- | ---------------------------- | ---------------------------- |
| 1r                           | Alex Colman                  | Team Flanders-Baloise                   | 39 pts                       |                              |
| 2n                           | Kenny Molly                  | Van Rysel-Roubaix Lille Métropole       | 23 pts                       |                              |
| 3r                           | Tuur Dens                    | Team Flanders-Baloise                   | 15 pts                       |                              |
| 4t                           | Ceriel Desal                 | Bingoal WB                              | 13 pts                       |                              |
| 5è                           | Mathis Le Berre              | Arkéa-Samsic                            | 7 pts                        |                              |
| 6è                           | Pier-André Côté              | Human Powered Health                    | 4 pts                        |                              |
| 7è                           | Rait Ärm                     | Van Rysel-Roubaix Lille Métropole       | 4 pts                        |                              |
| 8è                           | Geoffrey Soupe               | TotalEnergies                           | 3 pts                        |                              |
| 9è                           | Kasper Asgreen               | Soudal Quick-Step                       | 2 pts                        |                              |
| 10è                          | Logan Currie                 | Bolton Equities Black Spoke Pro Cycling | 2 pts                        |                              |

| Classificació de la muntanya | Classificació de la muntanya | Classificació de la muntanya            | Classificació de la muntanya | Classificació de la muntanya |
| Corredor                     | Corredor                     | Equip                                   | Punts                        |                              |
| ---------------------------- | ---------------------------- | --------------------------------------- | ---------------------------- | ---------------------------- |
| 1r                           | Alex Colman                  | Team Flanders-Baloise                   | 39 pts                       |                              |
| 2n                           | Kenny Molly                  | Van Rysel-Roubaix Lille Métropole       | 23 pts                       |                              |
| 3r                           | Tuur Dens                    | Team Flanders-Baloise                   | 15 pts                       |                              |
| 4t                           | Ceriel Desal                 | Bingoal WB                              | 13 pts                       |                              |
| 5è                           | Mathis Le Berre              | Arkéa-Samsic                            | 7 pts                        |                              |
| 6è                           | Pier-André Côté              | Human Powered Health                    | 4 pts                        |                              |
| 7è                           | Rait Ärm                     | Van Rysel-Roubaix Lille Métropole       | 4 pts                        |                              |
| 8è                           | Geoffrey Soupe               | TotalEnergies                           | 3 pts                        |                              |
| 9è                           | Kasper Asgreen               | Soudal Quick-Step                       | 2 pts                        |                              |
| 10è                          | Logan Currie                 | Bolton Equities Black Spoke Pro Cycling | 2 pts                        |                              |

| Classificació del millor jove | Classificació del millor jove | Classificació del millor jove           | Classificació del millor jove | Classificació del millor jove |
| Corredor                      | Corredor                      | Equip                                   | Temps                         |                               |
| ----------------------------- | ----------------------------- | --------------------------------------- | ----------------------------- | ----------------------------- |
| 1r                            | Romain Grégoire               | Groupama-FDJ                            | + 21h 14' 08"                 |                               |
| 2n                            | Olav Kooij                    | Jumbo-Visma                             | + 17"                         |                               |
| 3r                            | Ethan Vernon                  | Soudal Quick-Step                       | + 24"                         |                               |
| 4t                            | Alexis Renard                 | Cofidis                                 | + 27"                         |                               |
| 5è                            | Per Strand Hagenes            | Jumbo-Visma                             | + 36"                         |                               |
| 6è                            | Samuel Watson                 | Groupama-FDJ                            | + 39"                         |                               |
| 7è                            | Logan Currie                  | Bolton Equities Black Spoke Pro Cycling | + 41"                         |                               |
| 8è                            | Paul Penhoët                  | Groupama-FDJ                            | + 1' 52"                      |                               |
| 9è                            | Luca Van Boven                | Bingoal WB                              | + 2' 07"                      |                               |
| 10è                           | Antoine Raugel                | AG2R Citroën Team                       | + 2' 38"                      |                               |

| Classificació del millor jove | Classificació del millor jove | Classificació del millor jove           | Classificació del millor jove | Classificació del millor jove |
| Corredor                      | Corredor                      | Equip                                   | Temps                         |                               |
| ----------------------------- | ----------------------------- | --------------------------------------- | ----------------------------- | ----------------------------- |
| 1r                            | Romain Grégoire               | Groupama-FDJ                            | + 21h 14' 08"                 |                               |
| 2n                            | Olav Kooij                    | Jumbo-Visma                             | + 17"                         |                               |
| 3r                            | Ethan Vernon                  | Soudal Quick-Step                       | + 24"                         |                               |
| 4t                            | Alexis Renard                 | Cofidis                                 | + 27"                         |                               |
| 5è                            | Per Strand Hagenes            | Jumbo-Visma                             | + 36"                         |                               |
| 6è                            | Samuel Watson                 | Groupama-FDJ                            | + 39"                         |                               |
| 7è                            | Logan Currie                  | Bolton Equities Black Spoke Pro Cycling | + 41"                         |                               |
| 8è                            | Paul Penhoët                  | Groupama-FDJ                            | + 1' 52"                      |                               |
| 9è                            | Luca Van Boven                | Bingoal WB                              | + 2' 07"                      |                               |
| 10è                           | Antoine Raugel                | AG2R Citroën Team                       | + 2' 38"                      |                               |

| Classificació per equips | Classificació per equips | Classificació per equips | Classificació per equips |
| Equip                    | Equip                    | Temps                    |                          |
| ------------------------ | ------------------------ | ------------------------ | ------------------------ |
| 1r                       | Jumbo-Visma              | 63h 44' 41"              |                          |
| 2n                       | Lotto Dstny              | + 0"                     |                          |
| 3r                       | Soudal Quick-Step        | + 1"                     |                          |
| 4t                       | Groupama-FDJ             | + 25"                    |                          |
| 5è                       | AG2R Citroën Team        | + 1' 14"                 |                          |
| 6è                       | Arkéa-Samsic             | + 3' 39"                 |                          |
| 7è                       | TotalEnergies            | + 3' 50"                 |                          |
| 8è                       | Intermarché-Circus-Wanty | + 8' 12"                 |                          |
| 9è                       | Cofidis                  | + 9' 52"                 |                          |
| 10è                      | Uno-X Pro Cycling Team   | + 10' 00"                |                          |

| Classificació per equips | Classificació per equips | Classificació per equips | Classificació per equips |
| Equip                    | Equip                    | Temps                    |                          |
| ------------------------ | ------------------------ | ------------------------ | ------------------------ |
| 1r                       | Jumbo-Visma              | 63h 44' 41"              |                          |
| 2n                       | Lotto Dstny              | + 0"                     |                          |
| 3r                       | Soudal Quick-Step        | + 1"                     |                          |
| 4t                       | Groupama-FDJ             | + 25"                    |                          |
| 5è                       | AG2R Citroën Team        | + 1' 14"                 |                          |
| 6è                       | Arkéa-Samsic             | + 3' 39"                 |                          |
| 7è                       | TotalEnergies            | + 3' 50"                 |                          |
| 8è                       | Intermarché-Circus-Wanty | + 8' 12"                 |                          |
| 9è                       | Cofidis                  | + 9' 52"                 |                          |
| 10è                      | Uno-X Pro Cycling Team   | + 10' 00"                |                          |

## Evolució de les classificacions
| Etapa                  | Vencedor               | Classificació general | Classificació de la muntanya | Classificació per punts | Classificació dels joves | Classificació per equips |
| ---------------------- | ---------------------- | --------------------- | ---------------------------- | ----------------------- | ------------------------ | ------------------------ |
| 1                      | Olav Kooij             | Olav Kooij            | Alex Colman                  | Olav Kooij              | Olav Kooij               | Groupama-FDJ             |
| 2                      | Romain Grégoire        | Samuel Leroux         | Tuur Dens                    | Olav Kooij              | Olav Kooij               | Groupama-FDJ             |
| 3                      | Benjamin Thomas        | Benjamin Thomas       | Tuur Dens                    | Benjamin Thomas         | Ethan Vernon             | Soudal Quick-Step        |
| 4                      | Olav Kooij             | Kasper Asgreen        | Alex Colman                  | Olav Kooij              | Ethan Vernon             | Soudal Quick-Step        |
| 5                      | Per Strand Hagenes     | Romain Grégoire       | Alex Colman                  | Olav Kooij              | Romain Grégoire          | Team Jumbo-Visma         |
| 6                      | Tim Merlier            | Romain Grégoire       | Alex Colman                  | Olav Kooij              | Romain Grégoire          | Team Jumbo-Visma         |
| Classificacions finals | Classificacions finals | Romain Grégoire       | Alex Colman                  | Olav Kooij              | Romain Grégoire          | Team Jumbo-Visma         |

## Llista de participants
| Lotto Dstny LTD | Lotto Dstny LTD          | Lotto Dstny LTD |
| --------------- | ------------------------ | --------------- |
| Núm             | Ciclista                 | Pos             |
| 1               | Arnaud De Lie (BEL)      | NP-2            |
| 2               | Cedric Beullens (BEL)    | 11è             |
| 3               | Axel De Lie (BEL)        | 101è            |
| 4               | Sébastien Grignard (BEL) | 53è             |
| 5               | Arjen Livyns (BEL)       | 17è             |
| 6               | Rüdiger Selig (GER)      | 46è             |
| 7               | Brent Van Moer (BEL)     | 5è              |

| AG2R Citroën Team ACT | AG2R Citroën Team ACT   | AG2R Citroën Team ACT |
| --------------------- | ----------------------- | --------------------- |
| Núm                   | Ciclista                | Pos                   |
| 11                    | Greg Van Avermaet (BEL) | 13è                   |
| 12                    | Benoît Cosnefroy (FRA)  | NP-6                  |
| 13                    | Oliver Naesen (BEL)     | 18è                   |
| 14                    | Alan Retailleau (FRA)   | 65è                   |
| 15                    | Antoine Raugel (FRA)    | 25è                   |
| 16                    | Marc Sarreau (FRA)      | 82è                   |
| 17                    | Bastien Tronchon (FRA)  | DNF-5                 |

| Groupama-FDJ GFC | Groupama-FDJ GFC      | Groupama-FDJ GFC |
| ---------------- | --------------------- | ---------------- |
| Núm              | Ciclista              | Pos              |
| 21               | Lewis Askey (GBR)     | 32è              |
| 22               | Romain Grégoire (FRA) | 1r               |
| 23               | Olivier Le Gac (FRA)  | 33è              |
| 24               | Enzo Paleni (FRA)     | 67è              |
| 25               | Paul Penhoët (FRA)    | 19è              |
| 26               | Samuel Watson (GBR)   | 10è              |
| 27               | Bram Welten (NED)     | 72è              |

| Cofidis COF | Cofidis COF            | Cofidis COF |
| ----------- | ---------------------- | ----------- |
| Núm         | Ciclista               | Pos         |
| 31          | Benjamin Thomas (FRA)  | 16è         |
| 32          | Piet Allegaert (BEL)   | 59è         |
| 33          | Victor Lafay (FRA)     | DNF-5       |
| 34          | Christophe Noppe (BEL) | 94è         |
| 35          | Alexis Renard (FRA)    | 7è          |
| 36          | Jelle Wallays (BEL)    | 93è         |
| 37          | Max Walscheid (GER)    | 60è         |

| Intermarché-Circus-Wanty ICW | Intermarché-Circus-Wanty ICW | Intermarché-Circus-Wanty ICW |
| ---------------------------- | ---------------------------- | ---------------------------- |
| Núm                          | Ciclista                     | Pos                          |
| 41                           | Gerben Thijssen (BEL)        | 66è                          |
| 42                           | Adrien Petit (FRA)           | 70è                          |
| 43                           | Axel Huens (FRA)             | 45è                          |
| 44                           | Kevin Kuhn (SUI)             | 62è                          |
| 45                           | Julius Johansen (DEN)        | 49è                          |
| 46                           | Boy van Poppel (NED)         | 85è                          |
| 47                           | Loïc Vliegen (BEL)           | 22è                          |

| Arkéa-Samsic ARK | Arkéa-Samsic ARK        | Arkéa-Samsic ARK |
| ---------------- | ----------------------- | ---------------- |
| Núm              | Ciclista                | Pos              |
| 51               | Hugo Hofstetter (FRA)   | 38è              |
| 52               | Louis Barré (FRA)       | NP-5             |
| 53               | Anthony Delaplace (FRA) | 14è              |
| 54               | Daniel McLay (GBR)      | NP-4             |
| 55               | Kévin Ledanois (FRA)    | NP-4             |
| 56               | Laurent Pichon (FRA)    | 15è              |
| 57               | Mathis Le Berre (FRA)   | 52è              |

| TotalEnergies TEN | TotalEnergies TEN           | TotalEnergies TEN |
| ----------------- | --------------------------- | ----------------- |
| Núm               | Ciclista                    | Pos               |
| 61                | Peter Sagan (SVK) (ruta)    | 8è                |
| 62                | Maciej Bodnar (POL) (crono) | 84è               |
| 63                | Lorrenzo Manzin (FRA)       | 76è               |
| 64                | Daniel Oss (ITA)            | 58è               |
| 65                | Geoffrey Soupe (FRA)        | 56è               |
| 66                | Anthony Turgis (FRA)        | DNF-6             |
| 67                | Paul Ourselin (FRA)         | 31è               |

| Jumbo-Visma TJV | Jumbo-Visma TJV          | Jumbo-Visma TJV |
| --------------- | ------------------------ | --------------- |
| Núm             | Ciclista                 | Pos             |
| 71              | Olav Kooij (NED)         | 4t              |
| 72              | Mick van Dijke (NED)     | 30è             |
| 73              | Loe van Belle (NED)      | 36è             |
| 74              | Jos van Emden (NED)      | 26è             |
| 75              | Timo Roosen (NED)        | 50è             |
| 76              | Tosh Van der Sande (BEL) | 41è             |
| 77              | Per Strand Hagenes (NOR) | 9è              |

| Soudal Quick-Step SOQ | Soudal Quick-Step SOQ    | Soudal Quick-Step SOQ |
| --------------------- | ------------------------ | --------------------- |
| Núm                   | Ciclista                 | Pos                   |
| 81                    | Tim Merlier (BEL) (ruta) | 35è                   |
| 82                    | Kasper Asgreen (DEN)     | 2n                    |
| 83                    | Jannik Steimle (GER)     | 73è                   |
| 84                    | Bert Van Lerberghe (BEL) | 47è                   |
| 85                    | Stan Van Tricht (BEL)    | 39è                   |
| 86                    | Ethan Vernon (GBR)       | 6è                    |
| 87                    | Lars Craps (BEL)         | 96è                   |

| Astana Qazaqstan Team AST | Astana Qazaqstan Team AST     | Astana Qazaqstan Team AST |
| ------------------------- | ----------------------------- | ------------------------- |
| Núm                       | Ciclista                      | Pos                       |
| 91                        | Cees Bol (NED)                | 3r                        |
| 92                        | Gleb Syrica                   | NP-2                      |
| 93                        | Ievgueni Guiditx (KAZ) (ruta) | 83è                       |
| 94                        | Gleb Brussenskiy (KAZ)        | 40è                       |
| 95                        | Yuriy Natarov (KAZ) (crono)   | 103è                      |
| 96                        | Dmitri Grúzdev (KAZ)          | 55è                       |
| 97                        | Igor Chzhan (KAZ)             | NP-5                      |

| Team Flanders-Baloise TFB | Team Flanders-Baloise TFB | Team Flanders-Baloise TFB |
| ------------------------- | ------------------------- | ------------------------- |
| Núm                       | Ciclista                  | Pos                       |
| 101                       | Alex Colman (BEL)         | 63è                       |
| 102                       | Noah Vandenbranden (BEL)  | DNF-5                     |
| 103                       | Lindsay De Vylder (BEL)   | 79è                       |
| 104                       | Gilles De Wilde (BEL)     | 92è                       |
| 105                       | Tuur Dens (BEL)           | 104è                      |
| 106                       | Milan Fretin (BEL)        | 68è                       |
| 107                       | Aaron Van Poucke (BEL)    | 57è                       |

| Bingoal WB BWB | Bingoal WB BWB                 | Bingoal WB BWB |
| -------------- | ------------------------------ | -------------- |
| Núm            | Ciclista                       | Pos            |
| 111            | Guillaume Van Keirsbulck (BEL) | 78è            |
| 112            | Ceriel Desal (BEL)             | 71è            |
| 113            | Matteo Malucelli (ITA)         | 87è            |
| 114            | Julian Mertens (BEL)           | 42è            |
| 115            | Ludovic Robeet (BEL)           | 34è            |
| 116            | Luca Van Boven (BEL)           | 21è            |
| 117            | Karl Patrick Lauk (EST)        | DNF-1          |

| Human Powered Health HPM | Human Powered Health HPM     | Human Powered Health HPM |
| ------------------------ | ---------------------------- | ------------------------ |
| Núm                      | Ciclista                     | Pos                      |
| 121                      | Chad Haga (USA)              | DNF-6                    |
| 122                      | Stanisław Aniołkowski (POL)  | 64è                      |
| 123                      | Alan Banaszek (POL)          | DNF-6                    |
| 124                      | Pier-André Côté (CAN) (ruta) | 20è                      |
| 125                      | Gage Hecht (USA)             | DNF-6                    |
| 126                      | Benjamin Perry (CAN)         | NP-2                     |
| 127                      | Barnabás Peák (HUN)          | NP-2                     |

| Uno-X Pro Cycling Team UXT | Uno-X Pro Cycling Team UXT  | Uno-X Pro Cycling Team UXT |
| -------------------------- | --------------------------- | -------------------------- |
| Núm                        | Ciclista                    | Pos                        |
| 131                        | Lasse Norman Hansen (DEN)   | 80è                        |
| 132                        | Erlend Blikra (NOR)         | 89è                        |
| 133                        | Erik Nordsæter Resell (NOR) | 27è                        |
| 134                        | Niklas Larsen (DEN)         | 88è                        |
| 135                        | Anthon Charmig (DEN)        | 23è                        |
| 136                        | William Blume Levy (DEN)    | DNF-6                      |
| 137                        | Jonas Abrahamsen (NOR)      | 91è                        |

| Equipo Kern Pharma EKP | Equipo Kern Pharma EKP      | Equipo Kern Pharma EKP |
| ---------------------- | --------------------------- | ---------------------- |
| Núm                    | Ciclista                    | Pos                    |
| 141                    | Martí Márquez (ESP)         | DNF-5                  |
| 142                    | Eugenio Sánchez López (ESP) | DNF-6                  |
| 143                    | Ibon Ruiz (ESP)             | DNF-6                  |
| 144                    | Danny van der Tuuk (NED)    | 75è                    |
| 145                    | Urko Berrade (ESP)          | 69è                    |
| 146                    | Iñigo Elosegui (ESP)        | DNF-5                  |
| 147                    | Pau Miquel Delgado (ESP)    | 48è                    |

| Bolton Equities Black Spoke Pro Cycling BEB | Bolton Equities Black Spoke Pro Cycling BEB | Bolton Equities Black Spoke Pro Cycling BEB |
| ------------------------------------------- | ------------------------------------------- | ------------------------------------------- |
| Núm                                         | Ciclista                                    | Pos                                         |
| 151                                         | Aaron Gate (NZL) (crono)                    | 51è                                         |
| 152                                         | Logan Currie (NZL)                          | 12è                                         |
| 153                                         | Ollie Jones (NZL)                           | 77è                                         |
| 154                                         | Luke Mudgway (NZL)                          | 86è                                         |
| 155                                         | Mark Stewart (GBR)                          | NP-3                                        |
| 156                                         | Thomas Sexton (NZL)                         | 100è                                        |
| 157                                         | James Oram (NZL) (ruta)                     | 99è                                         |

| Van Rysel-Roubaix Lille Métropole VRL | Van Rysel-Roubaix Lille Métropole VRL | Van Rysel-Roubaix Lille Métropole VRL |
| ------------------------------------- | ------------------------------------- | ------------------------------------- |
| Núm                                   | Ciclista                              | Pos                                   |
| 161                                   | Thomas Boudat (FRA)                   | DNF-6                                 |
| 162                                   | Samuel Leroux (FRA)                   | 44è                                   |
| 163                                   | Rait Ärm (EST)                        | 43è                                   |
| 164                                   | Norman Vahtra (EST)                   | 97è                                   |
| 165                                   | Maxime Jarnet (FRA)                   | 54è                                   |
| 166                                   | Valentin Tabellion (FRA)              | 74è                                   |
| 167                                   | Kenny Molly (BEL)                     | 61è                                   |

| Saint Michel-Mavic-Auber 93 AUB | Saint Michel-Mavic-Auber 93 AUB | Saint Michel-Mavic-Auber 93 AUB |
| ------------------------------- | ------------------------------- | ------------------------------- |
| Núm                             | Ciclista                        | Pos                             |
| 171                             | Rudy Barbier (FRA)              | DNF-2                           |
| 172                             | Romain Cardis (FRA)             | 28è                             |
| 173                             | Nicolas Debeaumarché (FRA)      | DNF-6                           |
| 174                             | Théo Delacroix (FRA)            | NP-2                            |
| 175                             | Joris Delbove (FRA)             | DNF-6                           |
| 176                             | Flavien Maurelet (FRA)          | 24è                             |
| 177                             | Morne van Niekerk (RSA)         | 90è                             |

| Nice Métropole Côte d'Azur NMC | Nice Métropole Côte d'Azur NMC | Nice Métropole Côte d'Azur NMC |
| ------------------------------ | ------------------------------ | ------------------------------ |
| Núm                            | Ciclista                       | Pos                            |
| 181                            | Jonathan Couanon (FRA)         | 29è                            |
| 182                            | Damien Girard (FRA)            | DNF-6                          |
| 183                            | Paul Hennequin (FRA)           | DNF-5                          |
| 184                            | Julian Lino (FRA)              | 98è                            |
| 185                            | Jean-Louis Le Ny (FRA)         | DNF-5                          |
| 186                            | Andrea Mifsud                  | DNF-5                          |
| 187                            | Axel Narbonne-Zuccarelli (FRA) | DNF-5                          |

| CIC U Nantes Atlantique UCN | CIC U Nantes Atlantique UCN   | CIC U Nantes Atlantique UCN |
| --------------------------- | ----------------------------- | --------------------------- |
| Núm                         | Ciclista                      | Pos                         |
| 191                         | Pierre Barbier (FRA)          | 95è                         |
| 192                         | Enzo Boulet (FRA)             | 102è                        |
| 193                         | Lucas Bourgoyne (USA)         | DNF-4                       |
| 194                         | Rasmus Søjberg Pedersen (DEN) | 81è                         |
| 195                         | Maël Guégan (FRA)             | 37è                         |
| 196                         | Nolann Mahoudo (FRA)          | NP-5                        |
| 197                         | Emmanuel Morin (FRA)          | DNF-5                       |

| Lotto Dstny LTD | Lotto Dstny LTD          | Lotto Dstny LTD |
| --------------- | ------------------------ | --------------- |
| Núm             | Ciclista                 | Pos             |
| 1               | Arnaud De Lie (BEL)      | NP-2            |
| 2               | Cedric Beullens (BEL)    | 11è             |
| 3               | Axel De Lie (BEL)        | 101è            |
| 4               | Sébastien Grignard (BEL) | 53è             |
| 5               | Arjen Livyns (BEL)       | 17è             |
| 6               | Rüdiger Selig (GER)      | 46è             |
| 7               | Brent Van Moer (BEL)     | 5è              |

| AG2R Citroën Team ACT | AG2R Citroën Team ACT   | AG2R Citroën Team ACT |
| --------------------- | ----------------------- | --------------------- |
| Núm                   | Ciclista                | Pos                   |
| 11                    | Greg Van Avermaet (BEL) | 13è                   |
| 12                    | Benoît Cosnefroy (FRA)  | NP-6                  |
| 13                    | Oliver Naesen (BEL)     | 18è                   |
| 14                    | Alan Retailleau (FRA)   | 65è                   |
| 15                    | Antoine Raugel (FRA)    | 25è                   |
| 16                    | Marc Sarreau (FRA)      | 82è                   |
| 17                    | Bastien Tronchon (FRA)  | DNF-5                 |

| Groupama-FDJ GFC | Groupama-FDJ GFC      | Groupama-FDJ GFC |
| ---------------- | --------------------- | ---------------- |
| Núm              | Ciclista              | Pos              |
| 21               | Lewis Askey (GBR)     | 32è              |
| 22               | Romain Grégoire (FRA) | 1r               |
| 23               | Olivier Le Gac (FRA)  | 33è              |
| 24               | Enzo Paleni (FRA)     | 67è              |
| 25               | Paul Penhoët (FRA)    | 19è              |
| 26               | Samuel Watson (GBR)   | 10è              |
| 27               | Bram Welten (NED)     | 72è              |

| Cofidis COF | Cofidis COF            | Cofidis COF |
| ----------- | ---------------------- | ----------- |
| Núm         | Ciclista               | Pos         |
| 31          | Benjamin Thomas (FRA)  | 16è         |
| 32          | Piet Allegaert (BEL)   | 59è         |
| 33          | Victor Lafay (FRA)     | DNF-5       |
| 34          | Christophe Noppe (BEL) | 94è         |
| 35          | Alexis Renard (FRA)    | 7è          |
| 36          | Jelle Wallays (BEL)    | 93è         |
| 37          | Max Walscheid (GER)    | 60è         |

| Intermarché-Circus-Wanty ICW | Intermarché-Circus-Wanty ICW | Intermarché-Circus-Wanty ICW |
| ---------------------------- | ---------------------------- | ---------------------------- |
| Núm                          | Ciclista                     | Pos                          |
| 41                           | Gerben Thijssen (BEL)        | 66è                          |
| 42                           | Adrien Petit (FRA)           | 70è                          |
| 43                           | Axel Huens (FRA)             | 45è                          |
| 44                           | Kevin Kuhn (SUI)             | 62è                          |
| 45                           | Julius Johansen (DEN)        | 49è                          |
| 46                           | Boy van Poppel (NED)         | 85è                          |
| 47                           | Loïc Vliegen (BEL)           | 22è                          |

| Arkéa-Samsic ARK | Arkéa-Samsic ARK        | Arkéa-Samsic ARK |
| ---------------- | ----------------------- | ---------------- |
| Núm              | Ciclista                | Pos              |
| 51               | Hugo Hofstetter (FRA)   | 38è              |
| 52               | Louis Barré (FRA)       | NP-5             |
| 53               | Anthony Delaplace (FRA) | 14è              |
| 54               | Daniel McLay (GBR)      | NP-4             |
| 55               | Kévin Ledanois (FRA)    | NP-4             |
| 56               | Laurent Pichon (FRA)    | 15è              |
| 57               | Mathis Le Berre (FRA)   | 52è              |

| TotalEnergies TEN | TotalEnergies TEN           | TotalEnergies TEN |
| ----------------- | --------------------------- | ----------------- |
| Núm               | Ciclista                    | Pos               |
| 61                | Peter Sagan (SVK) (ruta)    | 8è                |
| 62                | Maciej Bodnar (POL) (crono) | 84è               |
| 63                | Lorrenzo Manzin (FRA)       | 76è               |
| 64                | Daniel Oss (ITA)            | 58è               |
| 65                | Geoffrey Soupe (FRA)        | 56è               |
| 66                | Anthony Turgis (FRA)        | DNF-6             |
| 67                | Paul Ourselin (FRA)         | 31è               |

| Jumbo-Visma TJV | Jumbo-Visma TJV          | Jumbo-Visma TJV |
| --------------- | ------------------------ | --------------- |
| Núm             | Ciclista                 | Pos             |
| 71              | Olav Kooij (NED)         | 4t              |
| 72              | Mick van Dijke (NED)     | 30è             |
| 73              | Loe van Belle (NED)      | 36è             |
| 74              | Jos van Emden (NED)      | 26è             |
| 75              | Timo Roosen (NED)        | 50è             |
| 76              | Tosh Van der Sande (BEL) | 41è             |
| 77              | Per Strand Hagenes (NOR) | 9è              |

| Soudal Quick-Step SOQ | Soudal Quick-Step SOQ    | Soudal Quick-Step SOQ |
| --------------------- | ------------------------ | --------------------- |
| Núm                   | Ciclista                 | Pos                   |
| 81                    | Tim Merlier (BEL) (ruta) | 35è                   |
| 82                    | Kasper Asgreen (DEN)     | 2n                    |
| 83                    | Jannik Steimle (GER)     | 73è                   |
| 84                    | Bert Van Lerberghe (BEL) | 47è                   |
| 85                    | Stan Van Tricht (BEL)    | 39è                   |
| 86                    | Ethan Vernon (GBR)       | 6è                    |
| 87                    | Lars Craps (BEL)         | 96è                   |

| Astana Qazaqstan Team AST | Astana Qazaqstan Team AST     | Astana Qazaqstan Team AST |
| ------------------------- | ----------------------------- | ------------------------- |
| Núm                       | Ciclista                      | Pos                       |
| 91                        | Cees Bol (NED)                | 3r                        |
| 92                        | Gleb Syrica                   | NP-2                      |
| 93                        | Ievgueni Guiditx (KAZ) (ruta) | 83è                       |
| 94                        | Gleb Brussenskiy (KAZ)        | 40è                       |
| 95                        | Yuriy Natarov (KAZ) (crono)   | 103è                      |
| 96                        | Dmitri Grúzdev (KAZ)          | 55è                       |
| 97                        | Igor Chzhan (KAZ)             | NP-5                      |

| Team Flanders-Baloise TFB | Team Flanders-Baloise TFB | Team Flanders-Baloise TFB |
| ------------------------- | ------------------------- | ------------------------- |
| Núm                       | Ciclista                  | Pos                       |
| 101                       | Alex Colman (BEL)         | 63è                       |
| 102                       | Noah Vandenbranden (BEL)  | DNF-5                     |
| 103                       | Lindsay De Vylder (BEL)   | 79è                       |
| 104                       | Gilles De Wilde (BEL)     | 92è                       |
| 105                       | Tuur Dens (BEL)           | 104è                      |
| 106                       | Milan Fretin (BEL)        | 68è                       |
| 107                       | Aaron Van Poucke (BEL)    | 57è                       |

| Bingoal WB BWB | Bingoal WB BWB                 | Bingoal WB BWB |
| -------------- | ------------------------------ | -------------- |
| Núm            | Ciclista                       | Pos            |
| 111            | Guillaume Van Keirsbulck (BEL) | 78è            |
| 112            | Ceriel Desal (BEL)             | 71è            |
| 113            | Matteo Malucelli (ITA)         | 87è            |
| 114            | Julian Mertens (BEL)           | 42è            |
| 115            | Ludovic Robeet (BEL)           | 34è            |
| 116            | Luca Van Boven (BEL)           | 21è            |
| 117            | Karl Patrick Lauk (EST)        | DNF-1          |

| Human Powered Health HPM | Human Powered Health HPM     | Human Powered Health HPM |
| ------------------------ | ---------------------------- | ------------------------ |
| Núm                      | Ciclista                     | Pos                      |
| 121                      | Chad Haga (USA)              | DNF-6                    |
| 122                      | Stanisław Aniołkowski (POL)  | 64è                      |
| 123                      | Alan Banaszek (POL)          | DNF-6                    |
| 124                      | Pier-André Côté (CAN) (ruta) | 20è                      |
| 125                      | Gage Hecht (USA)             | DNF-6                    |
| 126                      | Benjamin Perry (CAN)         | NP-2                     |
| 127                      | Barnabás Peák (HUN)          | NP-2                     |

| Uno-X Pro Cycling Team UXT | Uno-X Pro Cycling Team UXT  | Uno-X Pro Cycling Team UXT |
| -------------------------- | --------------------------- | -------------------------- |
| Núm                        | Ciclista                    | Pos                        |
| 131                        | Lasse Norman Hansen (DEN)   | 80è                        |
| 132                        | Erlend Blikra (NOR)         | 89è                        |
| 133                        | Erik Nordsæter Resell (NOR) | 27è                        |
| 134                        | Niklas Larsen (DEN)         | 88è                        |
| 135                        | Anthon Charmig (DEN)        | 23è                        |
| 136                        | William Blume Levy (DEN)    | DNF-6                      |
| 137                        | Jonas Abrahamsen (NOR)      | 91è                        |

| Equipo Kern Pharma EKP | Equipo Kern Pharma EKP      | Equipo Kern Pharma EKP |
| ---------------------- | --------------------------- | ---------------------- |
| Núm                    | Ciclista                    | Pos                    |
| 141                    | Martí Márquez (ESP)         | DNF-5                  |
| 142                    | Eugenio Sánchez López (ESP) | DNF-6                  |
| 143                    | Ibon Ruiz (ESP)             | DNF-6                  |
| 144                    | Danny van der Tuuk (NED)    | 75è                    |
| 145                    | Urko Berrade (ESP)          | 69è                    |
| 146                    | Iñigo Elosegui (ESP)        | DNF-5                  |
| 147                    | Pau Miquel Delgado (ESP)    | 48è                    |

| Bolton Equities Black Spoke Pro Cycling BEB | Bolton Equities Black Spoke Pro Cycling BEB | Bolton Equities Black Spoke Pro Cycling BEB |
| ------------------------------------------- | ------------------------------------------- | ------------------------------------------- |
| Núm                                         | Ciclista                                    | Pos                                         |
| 151                                         | Aaron Gate (NZL) (crono)                    | 51è                                         |
| 152                                         | Logan Currie (NZL)                          | 12è                                         |
| 153                                         | Ollie Jones (NZL)                           | 77è                                         |
| 154                                         | Luke Mudgway (NZL)                          | 86è                                         |
| 155                                         | Mark Stewart (GBR)                          | NP-3                                        |
| 156                                         | Thomas Sexton (NZL)                         | 100è                                        |
| 157                                         | James Oram (NZL) (ruta)                     | 99è                                         |

| Van Rysel-Roubaix Lille Métropole VRL | Van Rysel-Roubaix Lille Métropole VRL | Van Rysel-Roubaix Lille Métropole VRL |
| ------------------------------------- | ------------------------------------- | ------------------------------------- |
| Núm                                   | Ciclista                              | Pos                                   |
| 161                                   | Thomas Boudat (FRA)                   | DNF-6                                 |
| 162                                   | Samuel Leroux (FRA)                   | 44è                                   |
| 163                                   | Rait Ärm (EST)                        | 43è                                   |
| 164                                   | Norman Vahtra (EST)                   | 97è                                   |
| 165                                   | Maxime Jarnet (FRA)                   | 54è                                   |
| 166                                   | Valentin Tabellion (FRA)              | 74è                                   |
| 167                                   | Kenny Molly (BEL)                     | 61è                                   |

| Saint Michel-Mavic-Auber 93 AUB | Saint Michel-Mavic-Auber 93 AUB | Saint Michel-Mavic-Auber 93 AUB |
| ------------------------------- | ------------------------------- | ------------------------------- |
| Núm                             | Ciclista                        | Pos                             |
| 171                             | Rudy Barbier (FRA)              | DNF-2                           |
| 172                             | Romain Cardis (FRA)             | 28è                             |
| 173                             | Nicolas Debeaumarché (FRA)      | DNF-6                           |
| 174                             | Théo Delacroix (FRA)            | NP-2                            |
| 175                             | Joris Delbove (FRA)             | DNF-6                           |
| 176                             | Flavien Maurelet (FRA)          | 24è                             |
| 177                             | Morne van Niekerk (RSA)         | 90è                             |

| Nice Métropole Côte d'Azur NMC | Nice Métropole Côte d'Azur NMC | Nice Métropole Côte d'Azur NMC |
| ------------------------------ | ------------------------------ | ------------------------------ |
| Núm                            | Ciclista                       | Pos                            |
| 181                            | Jonathan Couanon (FRA)         | 29è                            |
| 182                            | Damien Girard (FRA)            | DNF-6                          |
| 183                            | Paul Hennequin (FRA)           | DNF-5                          |
| 184                            | Julian Lino (FRA)              | 98è                            |
| 185                            | Jean-Louis Le Ny (FRA)         | DNF-5                          |
| 186                            | Andrea Mifsud                  | DNF-5                          |
| 187                            | Axel Narbonne-Zuccarelli (FRA) | DNF-5                          |

| CIC U Nantes Atlantique UCN | CIC U Nantes Atlantique UCN   | CIC U Nantes Atlantique UCN |
| --------------------------- | ----------------------------- | --------------------------- |
| Núm                         | Ciclista                      | Pos                         |
| 191                         | Pierre Barbier (FRA)          | 95è                         |
| 192                         | Enzo Boulet (FRA)             | 102è                        |
| 193                         | Lucas Bourgoyne (USA)         | DNF-4                       |
| 194                         | Rasmus Søjberg Pedersen (DEN) | 81è                         |
| 195                         | Maël Guégan (FRA)             | 37è                         |
| 196                         | Nolann Mahoudo (FRA)          | NP-5                        |
| 197                         | Emmanuel Morin (FRA)          | DNF-5                       |